# Callus (bloem)

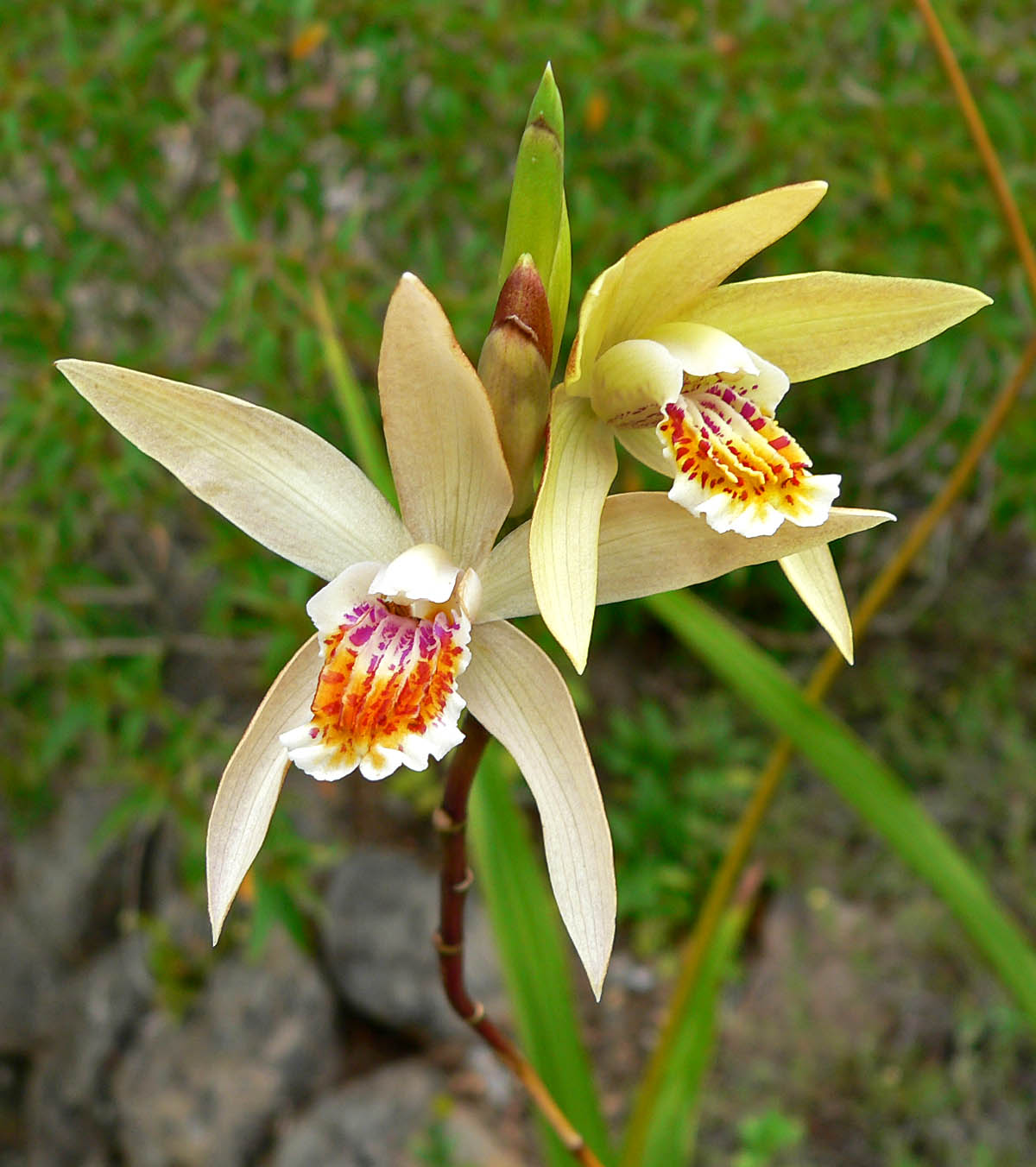
Bloem van een orchidee van het geslacht Bletilla met een opvallend gekleurde en van richels voorziene callus

Een callus is in de plantenmorfologie een opvallend deel van een bloemlip dat dient om insecten aan te trekken. Het komt voornamelijk voor bij tropische orchideeën.
De callus kan verhoogd, hard of vlezig zijn, voorzien van ribben of richels of dunne, op haren lijkende uitstulpingen. Meestal heeft de callus een zeer opvallende, met de rest van de bloem afstekende kleur. Bij sommige soorten is de plek geassocieerd met de productie van nectar.